# «Німі» гірські породи
«Німі» гірські породи (рос. «немые» горные породы, англ. unfossiliferous rocks, нім. fossillose Gesteine n pl) — товщі гірських порід, які не містять органічних залишків, що вказують на їх геологічний вік.
Для німих товщ і місцевих підрозділів, складених магматическими і метаморфічними породами, датування проводиться виключно за структурними відносинами з палеонтологічно охарактеризованими відкладеннями.